# بلايشاروده
بلايشاروده (بالألمانية: Bleicherode) هي بلدة ألمانية تقع في ألمانيا في تورينغن. يقدر عدد سكانها بـ 7,062 نسمة .

## المدن التوأمة
مدينة Niederzier هي مدينة توأمة لـبلايشاروده.